# 后楼水库
后楼水库是中国辽宁省抚顺市清原满族自治县境内的一座水库，位于浑河支流红河上，建于1961年。水库正常库容为1040万立方米，集雨面积为83平方千米，海拔为12.8米。